# Picoli
Edemar Antônio Picoli, mais conhecido apenas como Picoli ou Picolli (Caibi, 28 de abril de 1972), é um treinador de futebol e ex-futebolista brasileiro.

## Títulos

### Como jogador
Juventude
- Copa do Brasil: 1999

### Como treinador
Juventude
- Copa FGF: 2011

Pelotas
- Copa FGF: 2019
- Recopa Gaúcha de 2020